# Augusta (Georgie)
Augusta je město ve Spojených státech amerických, ve státě Georgie. Jde o druhé největší město tohoto státu a podle údajů z července 2007 mělo 528 519 obyvatel (údaje za celou aglomeraci).
V roce 1996 byla administrativní správa města sloučena se správou přilehlého okresu Richmond.
V Augustě se každé jaro koná golfový turnaj Masters Tournament. Vyrůstal zde zpěvák, skladatel a vydavatel James Brown.

## Historie
Augusta byla původně využívána indiány jako brod přes řeku Savannah. V roce 1735, krátce po založení města Savannah, nechal zakladatel Georgie James Oglethorpe vystavět podél splavného místa řeky obydlí. Ta měla sloužit jako obranná linie proti Španělům a Francouzům. Oglethorpe pojmenoval město po princezně Augustě, snaše britského krále Jiřího II. a matce Jiřího III. V letech 1785–1795 byla Augusta hlavním městem Georgie.

## Osobnosti města
- Woodrow Wilson (1856–1924), 28. prezident Spojených států
- James Brown (1928–2006), zpěvák, hudební skladatel a vydavatel
- Jessye Norman (1945–2019), operní zpěvačka
- Ben Bernanke (* 1953), ekonom
- Hulk Hogan (* 1953), herec a bývalý profesionální wrestler
- Faith Prince (* 1957), herečka a zpěvačka
- Susan Kilrainová (* 1961), astronautka
- Laurence Fishburne (* 1961), herec
- Amy Grant (* 1961), zpěvačka a textařka
- Pastor Troy (* 1977), rapper, hudební producent a člen skupiny D.S.G.B. (Down South Georgia Boys)
- Josh Kelley (* 1980), zpěvák a skladatel

## Partnerská města
- Takarazuka, Hjógo, Japonsko
- Biarritz, Francie